# Koaxiální plazmové dělo

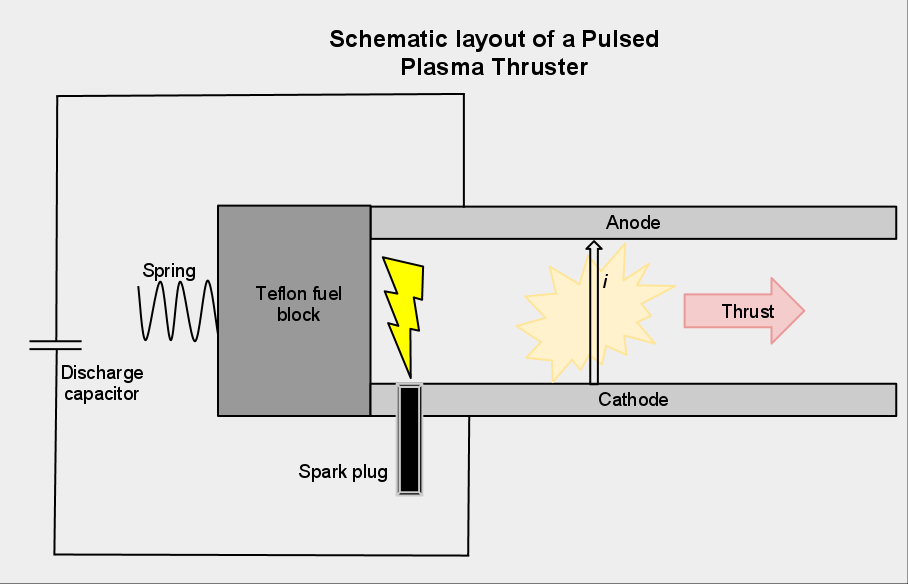
Kolejnicová verze plazmového děla

Koaxiální plazmové dělo (Coaxial Plasma Gun, CPG) je elektromagnetické dělo kde vodivý projektil je tvořen plazmou, tj. elektrickým obloukem mezi koaxiálními elektrodami, které jsou umístěny ve vyčerpaném prostoru. Ionty pro tuto plazmu generuje startovací výboj na povrchu izolátoru. Impulz elektrického proudu pro oblouk dodává např. výboj z kondenzátoru.

## Aplikace elektromagnetických děl
- Zdroj definovaného plazmatu pro pokusy s řízenou termonukleární fúzi.
- Pomocný raketový motor pro družice atp.
- Vojenské aplikace[1].

## Koaxiální urychlovač plazmatu
Studie  popisuje příklad sestavy, prováděná měření, numerické modely a jejich řešení.

### Příklad experimentální sestavy

LC článek; generátor unipolárního proudového impulzu obsahuje 10 LC členů

- Koaxiální vedení je umístěno v pyrexových trubicích o průměru 7,6 cm. Začátek vedení je tvořen teflonovým izolátorem. Prostor koaxiálního vedení je nejprve vyčerpán rotační vývěvou a pak napuštěn héliem (1 Torr).
- Generátor impulzu zahrnuje "zpožďovací linku", která sestává z 10 LC členů, kde L = 0,2 μH a C = 14,5 μF (dimenzované na 20 kV).
- Zpožďovací linka je nabita na 10 kV.
- Výboj se startuje elektrickou jiskrou v blízkosti teflonového izolátoru.
- Jiskra je generována obdobně jako pro spalovací motor.
- Unipolární proudový impuls má parametry cca 100 kA, 35 μs.